# Tubbergen
Tubbergen (anhörenⓘ) ist eine Gemeinde in der niederländischen Provinz Overijssel.

## Orte
In der Gemeinde liegen folgende Dörfer und Ortschaften:
* Über 1000 Einwohner:
- Tubbergen (Sitz der Gemeindeverwaltung); Geesteren (nicht zu verwechseln mit Geesteren bei Borculo, Provinz Gelderland); Albergen, Harbrinkhoek, Langeveen, Reutum.

* Unter 1000 Einwohner:
- Vasse, Mariaparochie (an Almelo herangewachsen), Hezingen, Mander, Haarle und Fleringen.

## Lage und Wirtschaft
Tubbergen liegt zwischen Almelo und Twenterand im Westen, Uelsen (Landkreis Grafschaft Bentheim) in Deutschland im Norden und Dinkelland im Osten.
Die Gemeinde kennt keine nennenswerte Industrie. Die Einwohner leben meist von der Landwirtschaft oder vom Tourismus.
Geesteren hat einige berühmte Gestüte, die einige Spring- und Dressurpferde von Weltklasse hervorgebracht haben.

## Sehenswürdigkeiten
- In Geesteren wird jedes Jahr ein Concours Hippique der  Springreiter  (CSI Twente) gehalten.
- In Vasse stehen zwei schöne alte Wassermühlen (Bels und Frans) mit Pfannkuchenrestaurant.
- In Mander gibt es einige Grabhügel aus der Vorgeschichte.
- Der Norden und Osten der Gemeinde grenzt an die Grafschaft Bentheim und Dinkelland und bietet eine sehr schöne, waldreiche und etwas hügelige Landschaft.

## Politik
Die Christdemokraten der CDA gewann die letzte Kommunalwahl am 16. März 2022 mit 29,33 Prozent, mussten dabei jedoch Verluste von rund 32 Prozentpunkten an Stimmanteilen machen.

### Gemeinderat
In Tubbergen bildet sich der Gemeinderat seit 1982 folgendermaßen:
| Partei           | Sitze | Sitze | Sitze | Sitze | Sitze | Sitze | Sitze | Sitze | Sitze | Sitze | Sitze |
| Partei           | 1982  | 1986  | 1990  | 1994  | 1998  | 2002  | 2006  | 2010  | 2014  | 2018  | 2022  |
| ---------------- | ----- | ----- | ----- | ----- | ----- | ----- | ----- | ----- | ----- | ----- | ----- |
| CDA              | 12    | 12    | 12    | 10    | 12    | 14    | 12    | 8     | 10    | 12    | 6     |
| Gemeentebelangen | 4     | 3     | 4     | 4     | 3     | 4     | 4     | 8     | 6     | 4     | 5     |
| VVD              | 4     | 3     | 4     | 4     | 3     | 4     | 4     | 8     | 6     | 4     | 5     |
| Keerpunt22       | –     | –     | –     | –     | –     | –     | –     | –     | –     | –     | 4     |
| Lokaal Sterk     | –     | –     | –     | –     | –     | –     | –     | –     | –     | –     | 3     |
| PvdA             | 1     | 2     | 1     | 1     | 2     | 1     | 3     | 3     | 1     | 2     | 1     |
| Dorpen Centraal  | –     | –     | –     | –     | –     | –     | –     | –     | 2     | 1     | –     |
| D66              | –     | –     | –     | 2     | 0     | –     | –     | –     | –     | –     | –     |
| Gesamt           | 17    | 17    | 17    | 17    | 17    | 19    | 19    | 19    | 19    | 19    | 19    |

### Partnergemeinden
Tubbergen ist seit 1981 mit der Gemeinde Uelsen und seit 2007 mit der gleichnamigen Samtgemeinde in Niedersachsen verpartnert.

## Bilder

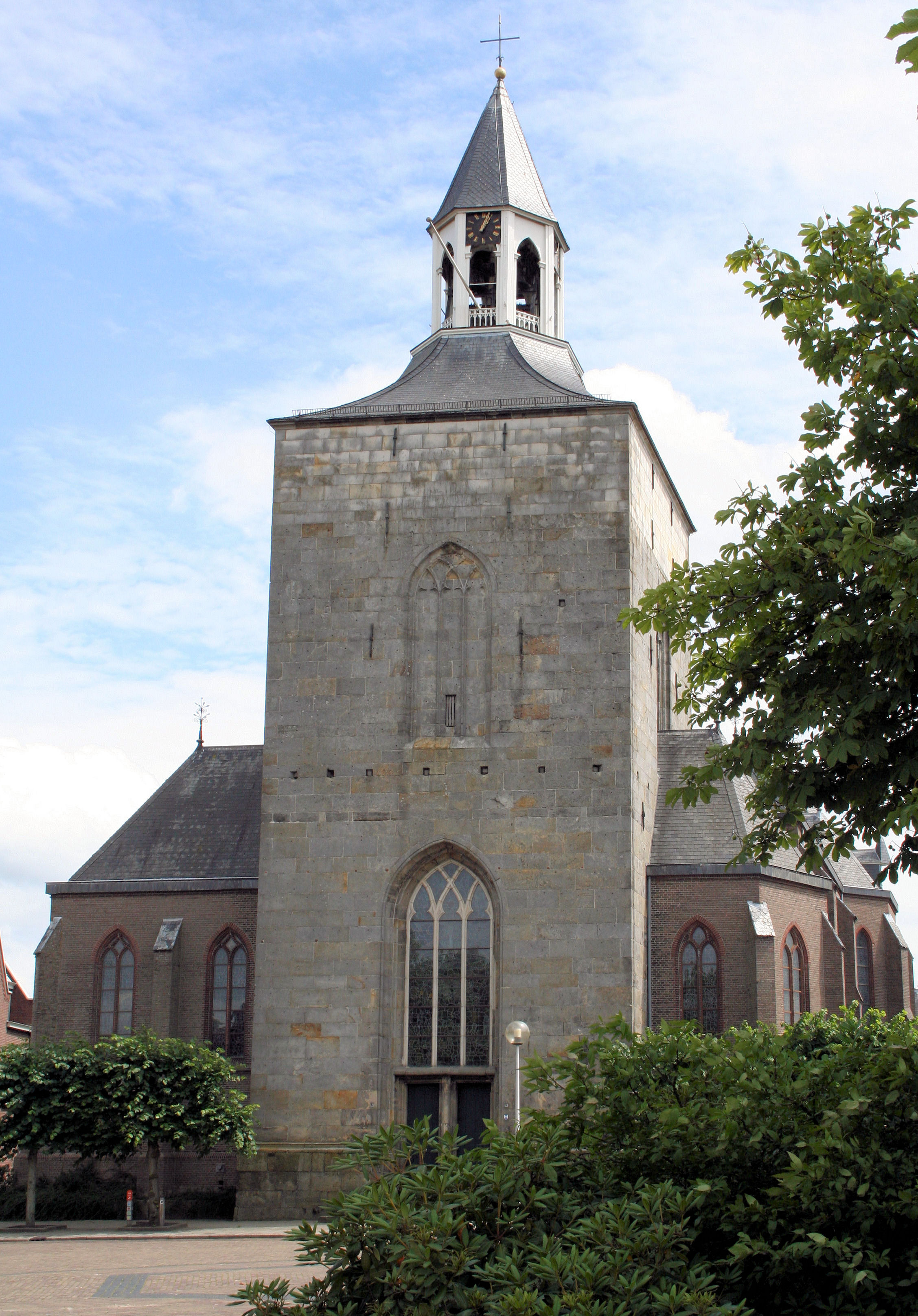
Tubbergen, St. Pancratius
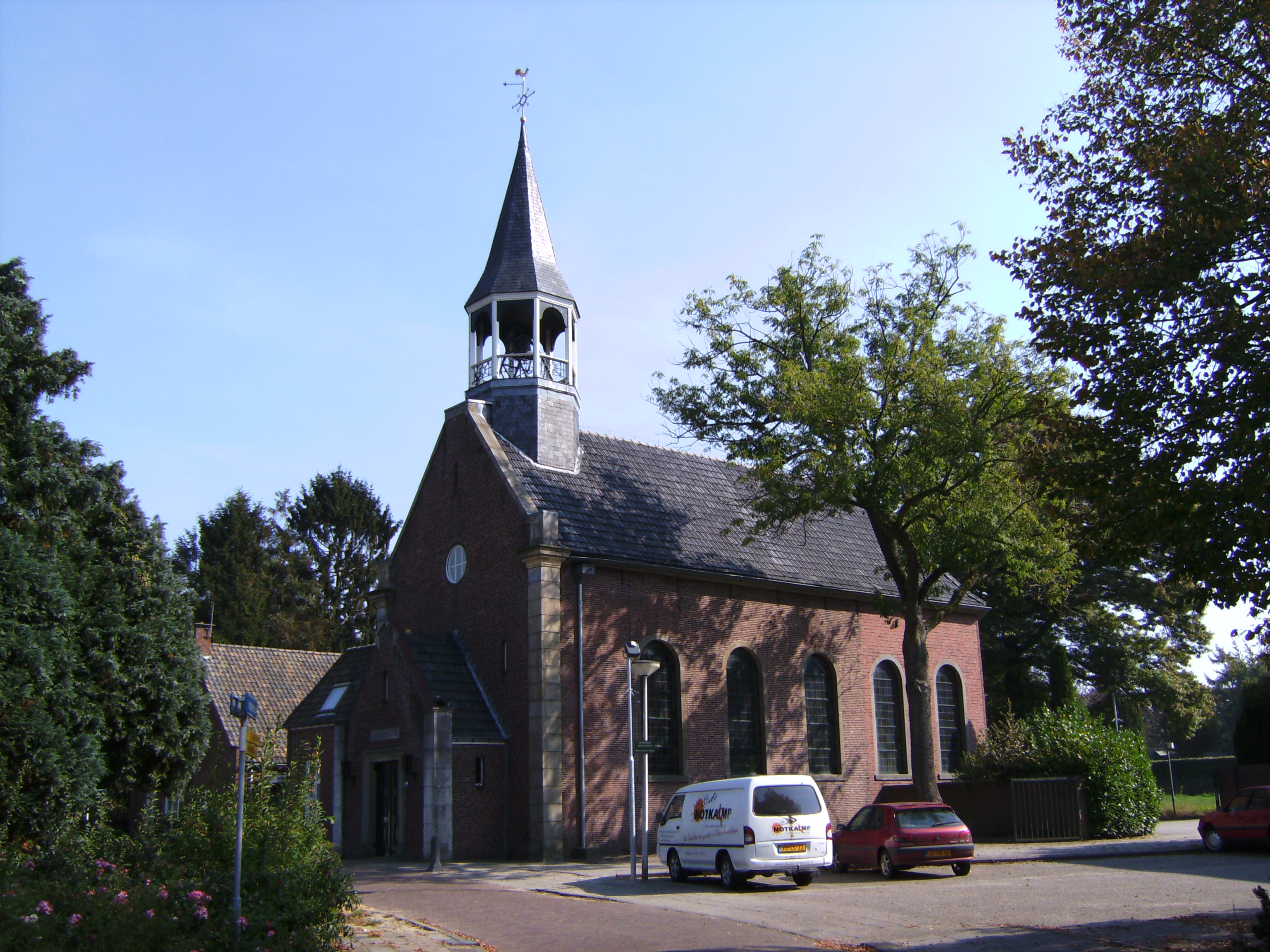
Tubbergen, Kirche
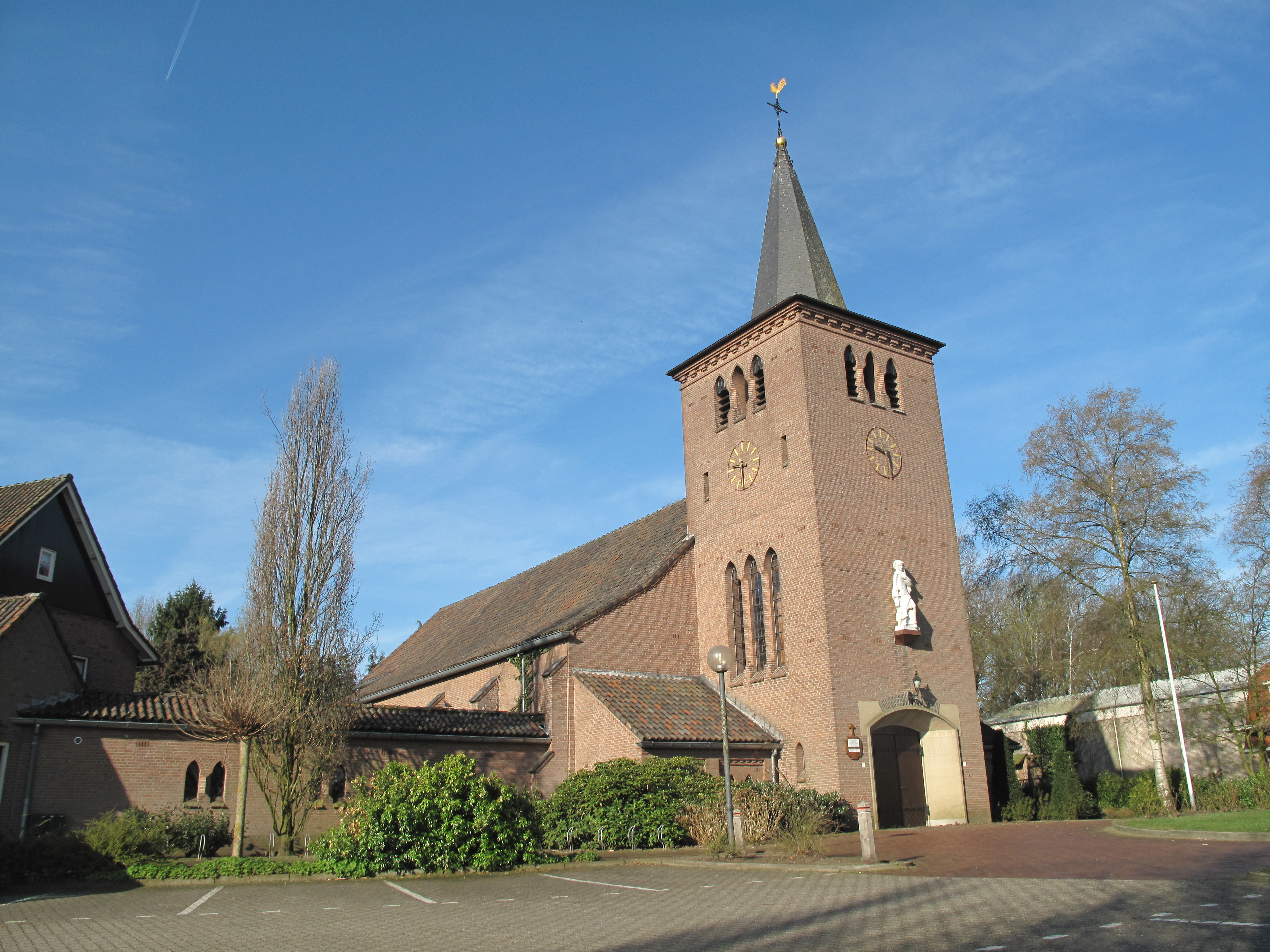
Fleringen, Kirche
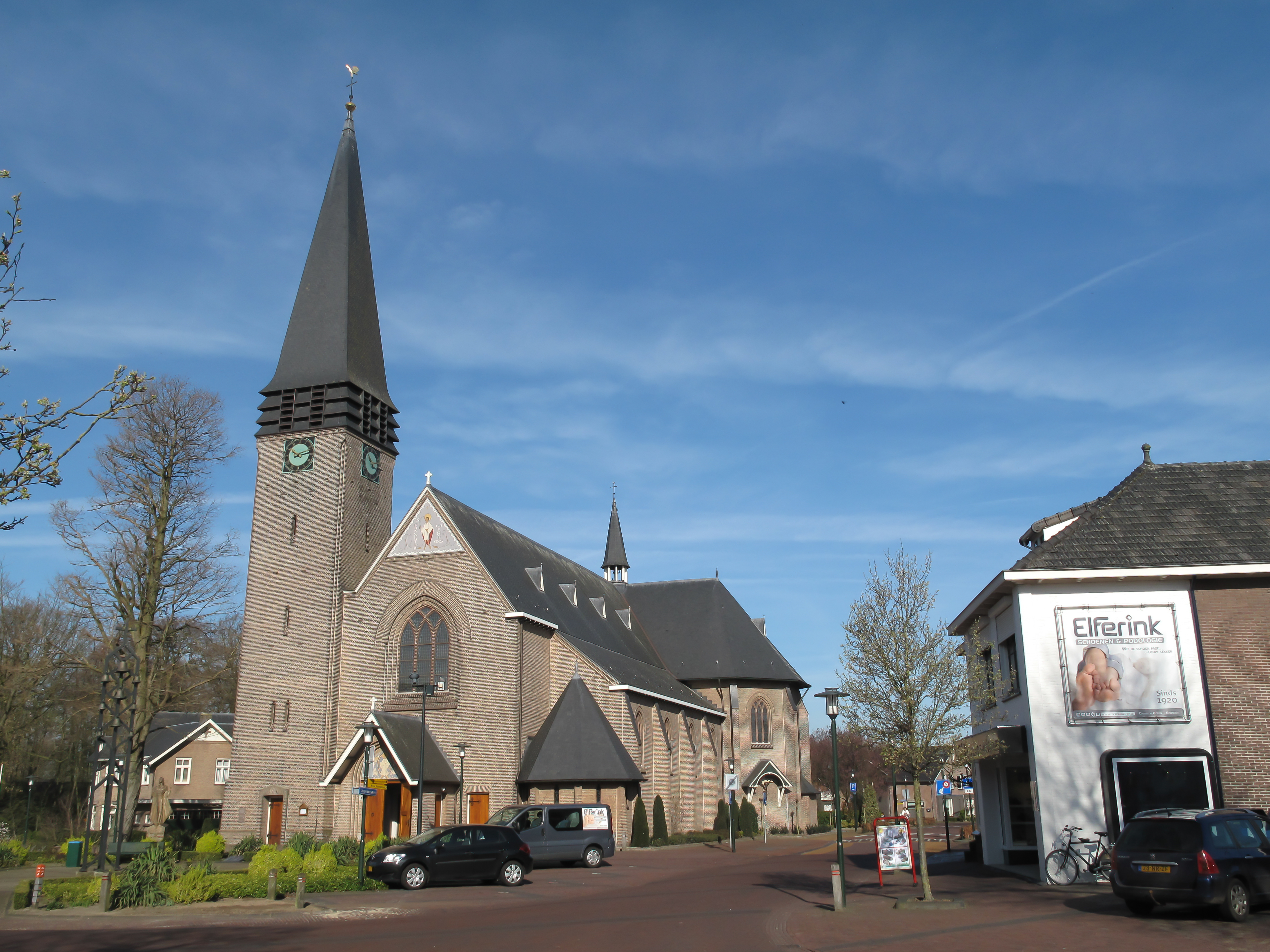
Geesteren, Kirche: de Heilige Pancratiuskerk
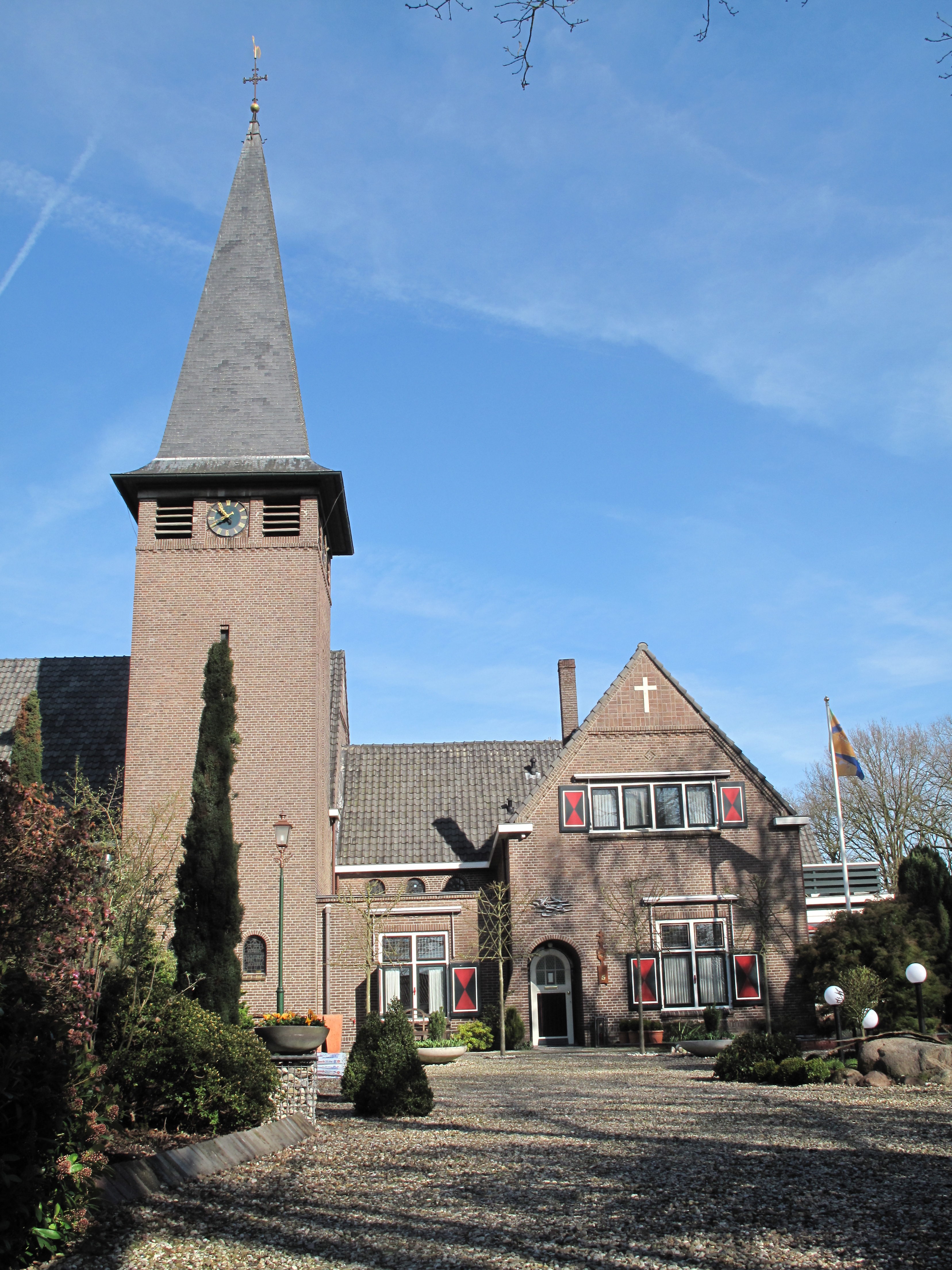
Langeveen, Kirche
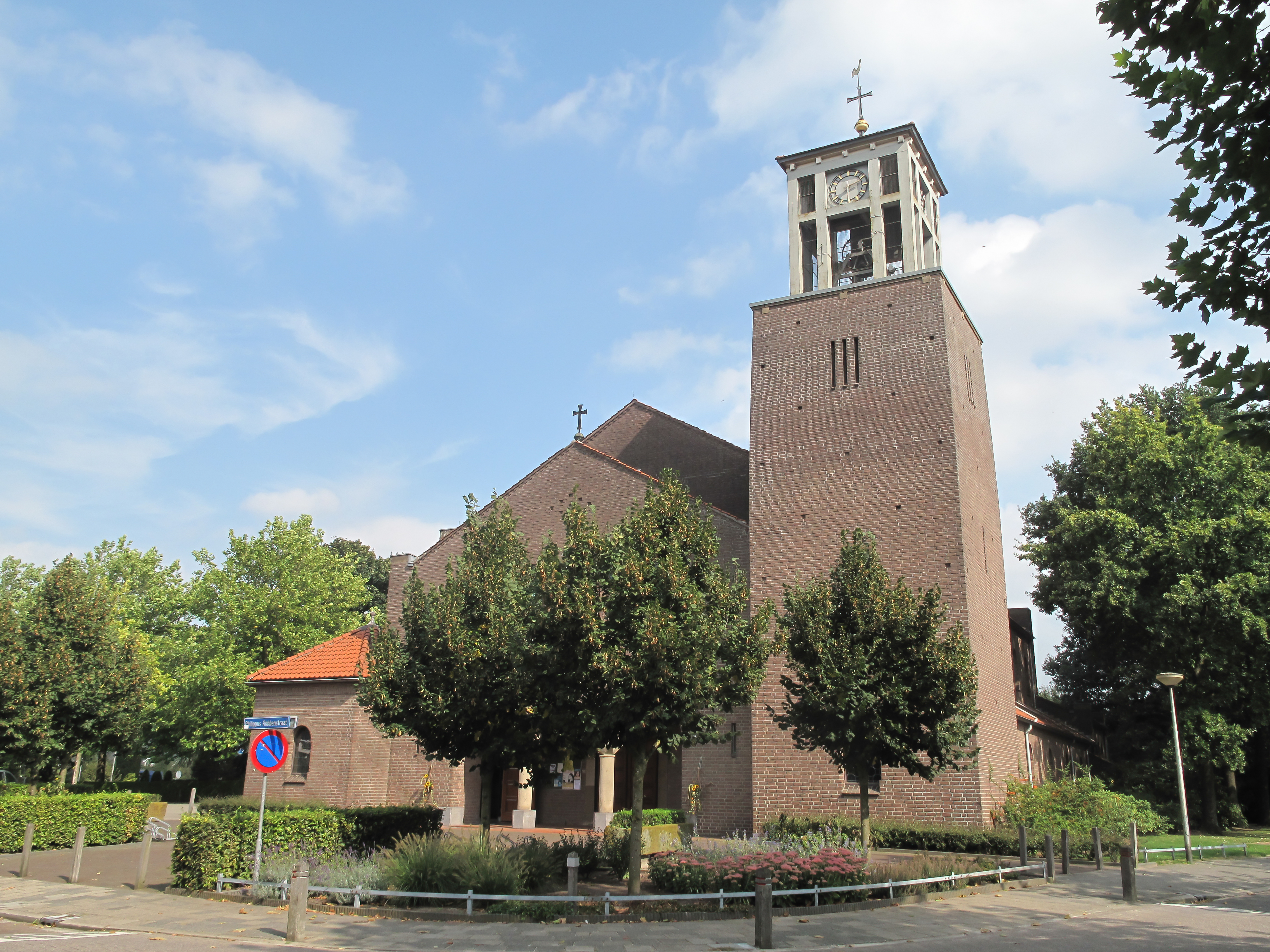
Albergen, Kirche: de Sint Pancratiuskerk
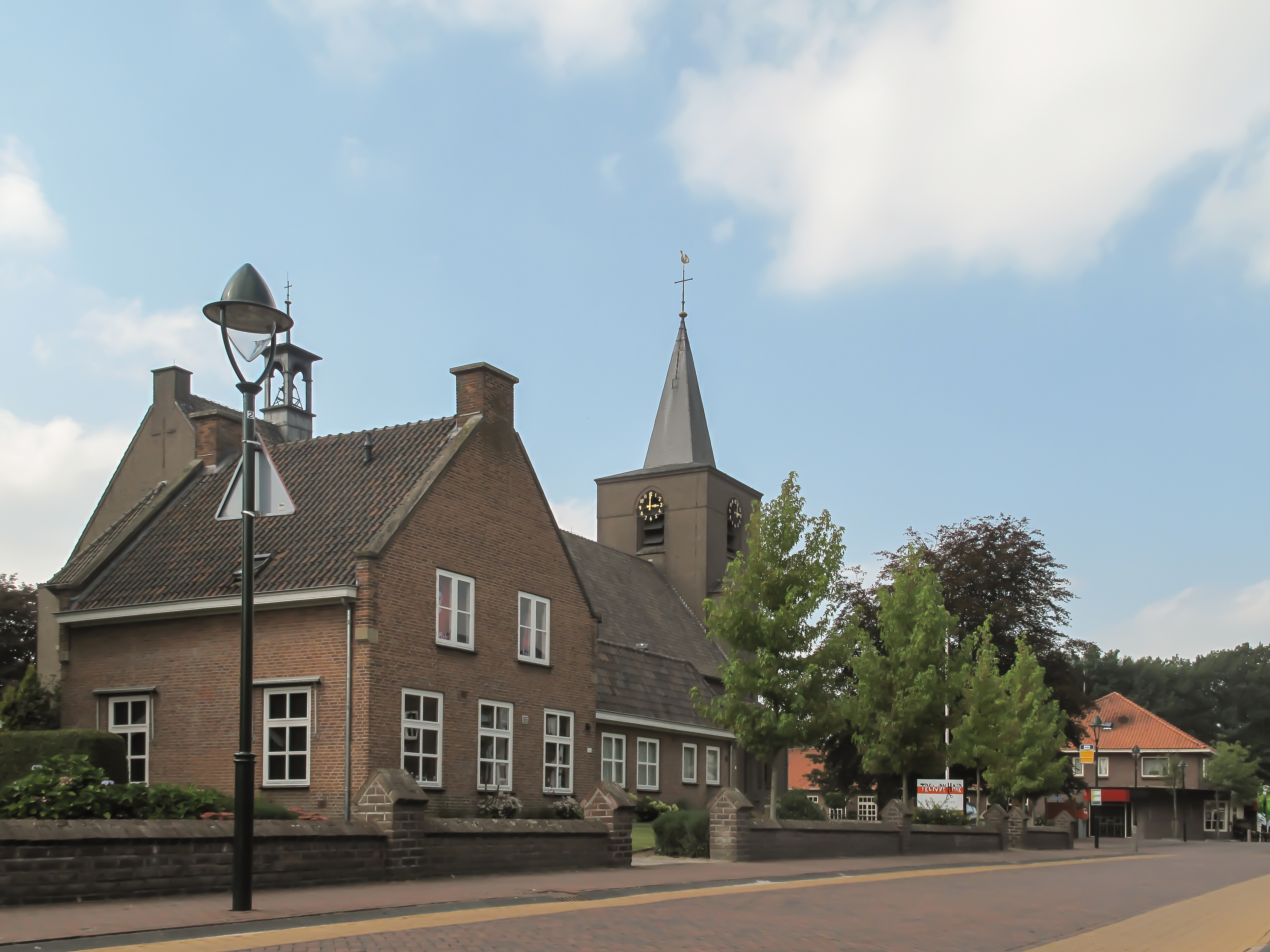
Reutum, Kirche in der Straße
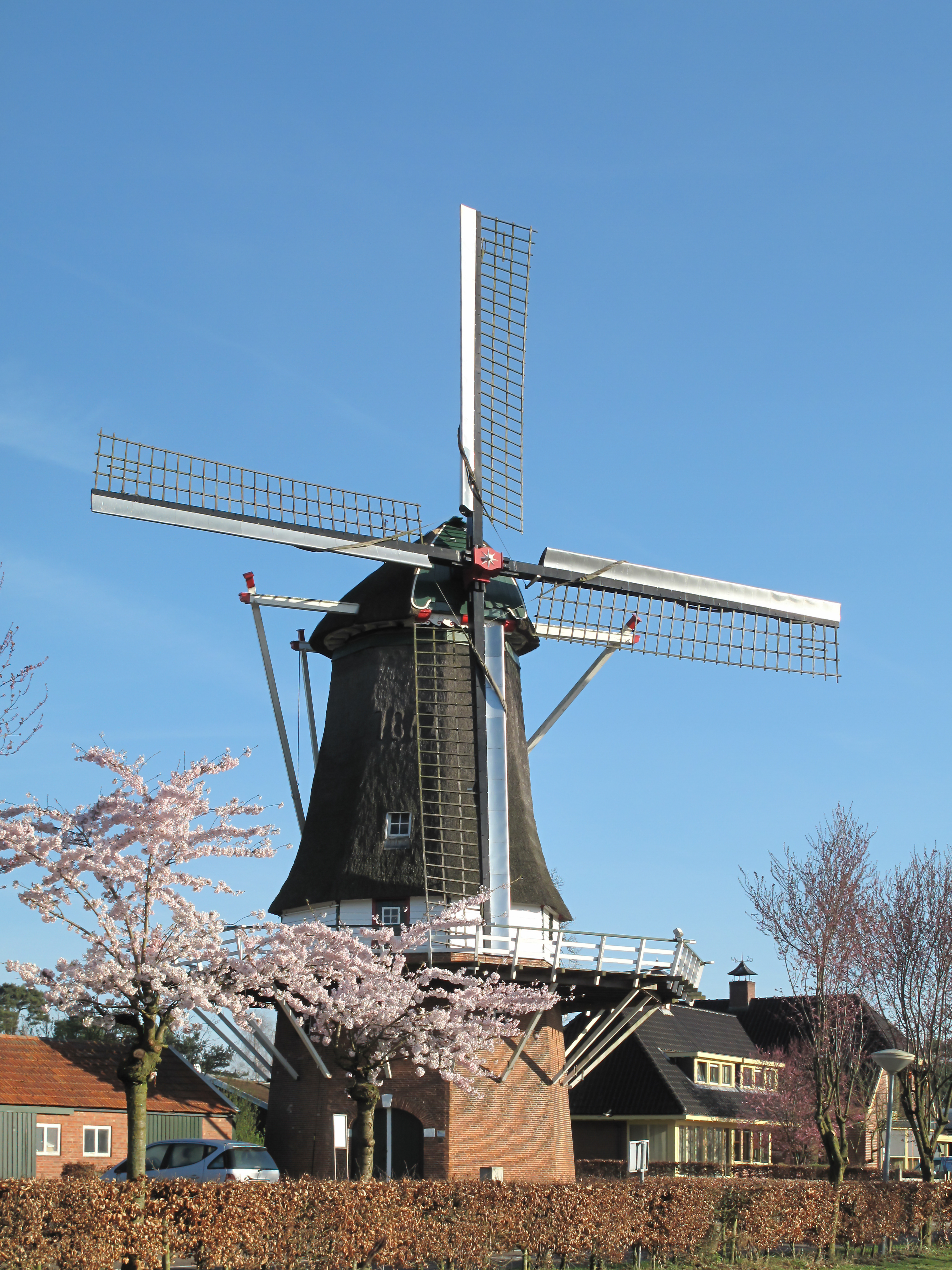
Reutum, Mühle: korenmolen de Vier Winden

## Söhne und Töchter der Gemeinde
- Clemens Maria Franz von Bönninghausen (1785–1864), Homöopath, Botaniker und höherer preußischer Verwaltungsbeamter
- Peter van Bergen (* 1957), Saxophonist
- Olga Assink (* 1978), Handballspielerin
- Gerco Schröder (* 1978), Springreiter
- Wies Bekhuis (* 2001), Beachvolleyballspielerin
- Lars Boven (* 2001), Radrennfahrer
- Jette Kuipers (* 2002), Volleyballspielerin